# Amphianthus armatus
Amphianthus armatus is een zeeanemonensoort uit de familie Hormathiidae.
Amphianthus armatus is voor het eerst wetenschappelijk beschreven door Carlgren in 1928.